# 刘玉鑫
刘玉鑫（1962年1月—），男，河南南阳人，中国物理学家，北京大学物理学院教授、博士生导师，1997年获国家自然科学奖三等奖，1999年享受国务院政府特殊津贴，2004年获得国家杰出青年基金，2007年被评为北京市高等学校教学名师。他1984年本科毕业于新乡师范学院物理系，1988年12月在清华大学现代应用物理系获硕士学位，1992年6月在清华大学现代应用物理系获博士学位。自北京大学物理学院成立起，刘玉鑫担任副院长15年。

## 生平
刘玉鑫1984年从新乡师范学院物理系本科毕业，随后留系任教。
1988年12月，刘玉鑫在清华大学现代应用物理系核科学与技术专业获硕士学位，硕士论文是《原子核能谱的STAGGERING现象与质子--中子相互作用玻色子模型》，导师为孙洪洲。1992年6月，刘玉鑫在清华大学现代应用物理系获理学博士学位，博士论文题目是《{spdf}相互作用玻色子模型及其应用》，导师为孙洪洲、王经瑾。博士毕业后，在中国科学院理论物理研究所做博士后至1994年5月。
1994年5月，他进入北京大学物理学系，被聘为副教授。1996年10月至1997年10月，他在德国图宾根大学理论物理研究所任访问学者，1998年10月至1999年3月在日本茨城大學理学部担任访问教授。1999年7月被北京大学聘为教授，同年12月开始担任博士生导师。2001年3月，他被任命为北京大学物理学系副系主任，同年5月，北京大学物理学院成立，刘玉鑫担任北京大学物理学院副院长，分管本科生教学工作。2016年，刘玉鑫辞去副院长一职。

## 研究与教学
刘玉鑫主要研究原子核理论、强相互作用系统相变、致密核物质与致密天体、核内非核子自由度与核量子色动力学、物理学中的群论方法、计算物理等，在物理评论快报、物理评论C、物理评论D、中国物理快报等学术期刊上发表论文总数超过一百篇。1997年，他参与的课题“李代数李超代数表示及在原子核结构中的应用”获得国家自然科学奖三等奖（主要完成人依次是：孙洪洲、韩其智、刘玉鑫、王稼军、龙桂鲁），1999年享受国务院政府特殊津贴，2005年获得国家杰出青年基金。
刘玉鑫为北京大学本科生讲授《热学》和《原子物理学》课程。2002年获得教育部第三届高校青年教师奖，同年被评为全国高等学校优秀青年骨干教师。他还负责了北京大学物理学院“物理学人才培养基地培养模式与课程体系改革方案”调研设计等工作，此工作获2004年北京市高等教育教学成果一等奖、2005年国家级教学成果二等奖（获奖人共五位，依次是：叶沿林、王稼军、刘玉鑫、段家忯、陈晓林）。2007年，刘玉鑫被评为北京市高等学校教学名师。他在2002年出版的《大学物理通用教程·热学卷》，截至2006年4月已经印刷5次，总印数达17,000册。